# Daan Heerma van Voss
Daniel Jan (Daan) Heerma van Voss (Amsterdam, 20 januari 1986) is een Nederlands schrijver en interviewer.

## Familie
Heerma van Voss is de oudere broer van schrijver Thomas Heerma van Voss en zoon van oud-omroepbestuurder Arend Jan Heerma van Voss en hoogleraar sociologie Christien Brinkgreve. In oktober 2014 is een documentaire (Privéterrein, gemaakt door Pieter Verhoeff) over het schrijversgezin uitgezonden op de Nederlandse televisie. Hij is familie van industrieel en luchtvaartpionier Sybrand Heerma van Voss. In 2015 verscheen Ultimatum, een thriller die Heerma van Voss schreef met zijn broer, de schrijver Thomas Heerma van Voss.

## Loopbaan
Heerma van Voss doorliep het Vossius Gymnasium in Amsterdam-Zuid. Van 2004 tot 2005 woonde hij in Italië. In 2009 bundelden Heerma van Voss en Daniël van der Meer hun in De Groene Amsterdammer gepubliceerde interviewreeks De Kloof. In 2010 verscheen een manifest, Wat we missen kunnen, geschreven met Reinjan Mulder en opnieuw met Van der Meer. Vanaf 2010 verschijnen van zijn hand regelmatig artikelen in nationale en internationale kranten en weekbladen.

### Literair werk
In september 2010 volgde Heerma van Voss’ literaire debuut bij uitgeverij Atlas, de roman Een zondagsman. In 2011 ontving hij samen met Daniël van der Meer De Tegel, prijs voor de beste journalistiek van het jaar (categorie interview), voor hun reeks Het Decennium in De Groene Amsterdammer. Verder schreef hij verhalen en artikelen voor onder meer nrc.next, de Volkskrant, Das Magazin, Vrij Nederland, De Morgen, het Zweedse Dissidentbloggen, Pen International, de Amerikaanse Vogue en The New York Times. 
In 2012 publiceerde hij Zonder tijd te verliezen, waarvan in september 2014 een vijfde druk verscheen. In de erotisch-literaire trilogie waaraan drie schrijvers meewerkten, schreef hij dit derde deel waarin het hoofdpersonage 70 is.
In 2013 verscheen bij De Bezige Bij de roman De Vergeting, over Heerma van Voss’ geheugenverlies in één dag.
In 2014 volgde Het Land 32, dat zowel zeer geprezen als fel bekritiseerd werd. In dat jaar behoorde Heerma van Voss tot De Tien, een door Das Magazin gemaakte selectie van de beste schrijvers geboren in of na 1980. Tussen 8 en 16 december 2014 maakte Heerma van Voss een ervaringsverslag van zijn verblijf in Israël dat hij op 2 januari 2015 publiceerde in nrc.next. In april verscheen een grote reportage over zijn embedded-bezoek aan het Nederlandse legercontingent in Mali, verschenen in De Volkskrant, getiteld 'Onder Blauwhelmen'. In mei 2015 verscheen de met broer Thomas Heerma van Voss geschreven thriller Ultimatum.
Oktober 2015 kwam het reisessay Een verlate reis uit, dat enerzijds een reisverhaal is over Heerma van Voss' bezoek aan de Auschwitz-herdenking van januari 2015, en anderzijds de geschiedenis verhaalt van Daan de Jong, naar wie Heerma van Voss vernoemd is. Daan de Jong was de neef van vermaard oorlogshistoricus Loe de Jong. Amos Oz noemde Een verlate reis 'een ontroerend, pijnlijk en subtiel werk vol compassie'.
In 2016 verscheen De Laatste Oorlog, dat in meerdere talen werd vertaald. De Morgen schreef over het boek: 'De Laatste Oorlog is een kruising tussen Arnon Grunberg, Leon de Winter en Harry Mulisch.' De Volkskrant oordeelde: 'Wat overtuigt is de grote greep. Eindelijk een personage dat hándelt in plaats van verlamd toe te kijken. De laatste oorlog is een fabel in clair-obscur over hoe mensch te zijn in onzekere tijden.’ De Spaanse krant La Razon noemde het een belangrijke Europese roman.
In oktober 2017 publiceerde Heerma van Voss op Blendle het digitale boekje Kleur Bekennen over racisme in Nederland, en in het bijzonder over de Zwarte Pietdiscussie. In twee dagen werd het meer dan 12.000 keer gedownload.

### Mijn leven als dief
In mei 2019 verscheen in Volkskrant Magazine het artikel Mijn leven als dief van Heerma van Voss waarin hij bekende van kinds af aan zeer vaak winkeldiefstal te hebben gepleegd. Na wat diefstalletjes als tiener kwam hij pas echt op gang in zijn studententijd. Toen zijn ouders kwamen eten, bekende hij dat zowel het eten als het bestek gestolen was. Hij vond het prachtig dat ze het toch opaten, omdat ze volgens hem daarmee het morele recht verloren om hem nog op het stelen aan te spreken. 
Op het moment van schrijven stal hij nog steeds, en wel dagelijks, zo schreef hij: in elke supermarkt waar hij komt stal hij een dure energiereep; deze hoopt zich thuis op, want hij vindt ze niet eens lekker. Hij realiseerde zich dat hij na de publicatie ermee zou moeten stoppen. Desgevraagd verzekerde hij de redactie dat het geen fictie is. Er was veel kritiek op niet alleen het stelen, maar ook het gebrek aan getoond berouw. Heerma van Voss antwoordde daarop dat hij wel degelijk berouw heeft.

### Onderscheidingen
- Voor de serie Het Decennium ontving Heerma van Voss in 2011 De Tegel.
- Geen vaarwel vandaag werd bekroond met de BNG Bank Literatuurprijs 2023.[15]

## Bestseller 60
| Boeken met noteringen in de Nederlandse Bestseller 60 | Jaar van verschijnen | Datum van binnenkomst | Hoogste positie | Aantal weken | Opmerkingen |
| ----------------------------------------------------- | -------------------- | --------------------- | --------------- | ------------ | ----------- |
| Coronakronieken                                       | 2020                 | 03-06-2020            | 17              | 1            |             |
| De bange mens                                         | 2021                 | 21-04-2021            | 34              | 2            |             |